# Azuré de Schiffermüller
Pseudophilotes vicrama
Espèce
L'Azuré de Schiffermüller (Pseudophilotes vicrama) est une espèce d'insectes lépidoptères (papillons) de la famille des Lycaenidae, de la sous-famille des Polyommatinae et du genre Pseudophilotes. 

## Dénominations
Pseudophilotes vicrama (Frederic Moore, 1865)
Synonymes : Polyommatus vicrama (Moore, 1865) et Turana baton anteschiffermulleri (Verity, 1936).

### Noms vernaculaires
L’Azuré de Schiffermüller se nomme en anglais Chequered Blue ou Eastern Baton Blue et en allemand Östliche Quendelbläuling.

### Sous-espèces
- Pseudophilotes vicrama vicrama présent en Asie
- Pseudophilotes vicrama astabene (Hemming, 1932)
- Pseudophilotes vicrama  clara (Christoph, 1887)
- Pseudophilotes vicrama pallida (Shchetkin, 1960) au Turkestan
- Pseudophilotes vicrama schiffermulleri (Hemming, 1929) présent dans le sud-est de l'Europe, en Asie Mineure, au Caucase, dans l'ouest de la Sibérie et dans l'Altaï.

## Description
C'est un petit papillon qui présente un dimorphisme sexuel marqué par la taille plus grande de la femelle. Le dessus est bleu avec des nervures et une fine bordure foncée et une frange en damiers blancs, la femelle étant d'un bleu ardoise plus foncé.
Le revers est beige très peu suffusé de bleu et orné de lignes de petits points noirs. L'aile postérieure présente de plus une ligne submarginale de points orange.

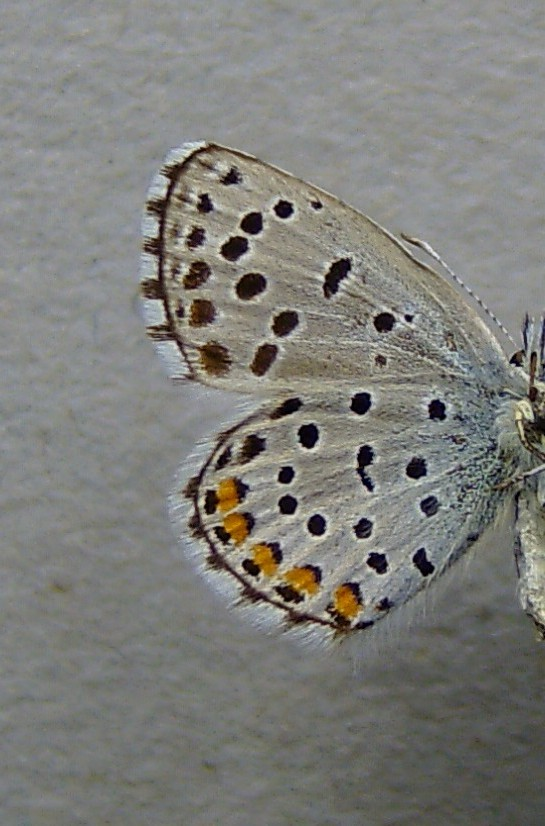
revers de Pseudophilotes vicrama

### Espèce proche
Les autres Pseudophilotes n'ont pas la même aire de répartition.

## Biologie

### Période de vol et hivernation
Il vole en deux générations.
Les chenilles sont soignées par les fourmis.
Il hiverne au stade nymphal.

### Plantes hôtes
Ses plantes hôtes sont diverses espèces du genre Thymus, dont Thymus longiculisris, Thymus chaubardii, Thymus glabrescens, Thymus ochreus, Thymus striatus, et du genre Saturgera.

## Écologie et distribution
Il est présent dans le sud-est de l'Europe, en Asie Mineure, au Caucase, dans l'ouest de la Sibérie, en Asie et dans l'Altaï.

### Biotope
Son habitat est constitué de rocailles sèches.

### Protection
Il est inscrit sur la liste rouge des insectes dans de nombreux pays dont Allemagne, Italie, Grèce, Estonie, Lituanie, Slovénie, Pologne, Russie.